# Rick Karsdorp
Rick Karsdorp (Schoonhoven, 11 de fevereiro de 1995) é um futebolista neerlandês que atua como lateral-direito. Atualmente está no PSV Eindhoven.

## Títulos
Feyenoord
- Copa dos Países Baixos: 2015–16
- Eredivisie: 2016–17

Roma
- Liga Conferência Europa da UEFA: 2021–22[2]

PSV Eindhoven
- Eredivisie: 2024–25